# Philippe Deléglise
Philippe Deléglise (* 22. Juni 1952 in Genf) ist ein Schweizer Künstler.

## Leben
Deléglise studierte von 1971 bis 1976 an der École cantonale des Beaux-Arts (EcBA) in Genf und von 1972 bis 1973 an der Kunstakademie Düsseldorf. Seit 1973 ist er auch als Zeichenlehrer in Genf tätig. Von 1976 bis 1977 war er Mitherausgeber der Zeitschrift N°Groupe. Zusammen mit Chérif Defraoui, Silvie Defraoui und weiteren gründete er die Künstlergruppe Messageries Associées. Mitte der 1970er Jahre wurde er Anhänger der Fluxus-Bewegung in Genf, ab Mitte der 1980er Jahre nahmen Objekte und Tafelbilder mit konstruktivistischen Elementen einen breiten Raum in seinem Werk ein.
Er ist Maler, Zeichner, Graveur und Fotograf und befasst sich mit Film und Performance (Happenings u. a.), wobei er insbesondere mit Musik und Klang arbeitet. 1987 erhielt er den Prix Manor, 1992 den Preis der Société des Arts de Genève, 2004 einen Preis der Fondation Irène Reymond und 2014 einen Preis der Fondation Jacqueline Oyex.

## Ausstellungen

### Gruppenausstellungen
- 1976: Pavillon der Schweiz, Biennale di Venezia[1]
- 1997: Beyond Switzerland. Works by Contemporary Swiss Artists, Hong Kong Museum of Art
- 2002: Balsam. Exhibition der Fussballseele, Helmhaus, Zürich
- 2017: Film Implosion! Experimental Cinema in Switzerland. Museum für Gestaltung Zürich